# Chambres communicantes
Pour plus de détails, voir Fiche technique et Distribution.
Chambres communicantes (Connecting Rooms) est un film britannique réalisé par Franklin Gollings, sorti en 1970.

## Fiche technique
- Titre : Chambres communicantes
- Titre original : Connecting Rooms
- Réalisation : Franklin Gollings
- Scénario : Franklin Gollings d'après une pièce The Cellist de Marion Hart
- Photographie : John Wilcox
- Montage : Jack Slade
- Musique : Joan Shakespeare et John Shakespeare
- Direction artistique : Herbert Smith et Morley Smith
- Costumes : Harry Haynes et Tina Swanson
- Production : Harry Field, Franklin Gollings, Arthur S. Cooper producteur associé Dimitri De Grunwald producteur exécutif et Jack Smith producteur exécutif
- Société de production : Hemdale Film, L.S.D. Production et Telstar Productions Limited
- Société de distribution : Paramount Pictures
- Pays d'origine :  Royaume-Uni
- Langue : anglais
- Genre : Drame
- Format : Couleur (Technicolor)  - 35 mm - Son : mono (RCA Sound Recording)
- Durée : 103 minutes  (1 h 43)
- Dates de sortie :
  - États-Unis : mai 1970
  - Royaume-Uni : mai 1972

## Distribution
- Bette Davis : Wanda Fleming
- Michael Redgrave : James Wallraven
- Alexis Kanner : Mickey Hollister
- Kay Walsh : Mme Brent
- Leo Genn : Dr. Norman
- Olga Georges-Picot : Claudia
- Richard Wyler : Dick Grayson
- Mark Jones : Johnny
- Gabrielle Drake : Jean
- Brian Wilde : Ellerman
- John Woodnutt : Docteur
- Tony Hughes : Lew